# Camp Freddy
Camp Freddy est un supergroupe américain de hard rock, originaire de Los Angeles, en Californie. Il est formé en 2002, composé de musiciens reconnus (Dave Navarro, Matt Sorum, Chris Chaney...), en parallèle avec leurs autres activités musicales. Il ne joue que des reprises de titres de rock, et ne se produit en concert qu'à Los Angeles, souvent accompagné d'invités tout aussi connus, mais prévoit d'enregistrer un disque de reprises. 
L'acteur Donovan Leitch, Jr., fils de Donovan, est le chanteur régulier du groupe, mais la place est occupée pendant deux ans de mars 2006 à avril 2008 par Scott Weiland, jusqu'à ce que sa décision de quitter Velvet Revolver pour Stone Temple Pilots cause des tensions entre lui et Matt Sorum.

## Historique

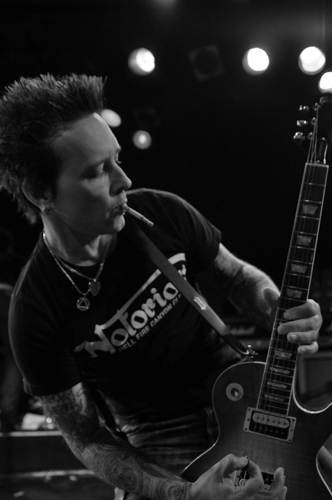
Billy Morrison de Camp Freddy, en concert.

Le nom du groupe s'inspire d'un personnage tiré du film L'or se barre, sorti en 1969. Le guitariste Billy Morrison les décrit « non pas comme un groupe, mais un peu plus qu'une jam session ; Camp Freddy est ‘juste occasionel’. » Le groupe jouait discrètement lors de concerts de charité. Chaque samedi soir, les membres - Morrison et Navarro en principe - animaient une émission radio entre 6:00-8:00 sur la chaine FM Indie 103.1.
Le 28 janvier 2005, le groupe joue un concert en hommage aux victimes du tsunami asiatique survenu en 2004, au Key Club de Los Angeles, avec Courtney Love, Lemmy, Linda Perry, et Slash. En mars 2006, Scott Weiland se joint comme membre et chanteur du groupe jusqu'en avril 2008, après sa décision de quitter les Velvet Revolver pour Stone Temple Pilots qui causera des tensions entre lui et Matt Sorum. Son départ est annoncé le 2 avril 2008 au Camp Freddy Radio. Camp Freddy, aux côtés du producteur Mike Clink, sont annoncés en train d'enregistrer un nouvel album. De loin, deux morceaux sont publiés : Surrender de Cheap Trick et Merry Xmas Everybody de Slade.
En 2009, Billy Morrison annonce qu'il y aura bel et bien un album du groupe « un jour ». En avril 2010, le groupe joue à l'événement IZOD IndyCar Series, avec Lemmy et Courtney Love.
En décembre 2012, le groupe devient résident au Roxy de Los Angeles pendant trois nuits jusqu'à Noël, où ils accueillent Tom Morello, Zakk Wylde, et Lana Del Rey. En décembre de l'année suivante, le groupe revient au Roxy, cette fois avec Billy Ray Cyrus et de nouveau Courtney Love. Leur dernier concert s'effectue le 31 décembre 2013.
Le 24 janvier 2014, le groupe annonce qu'il ne jouera plus sous le nom de Camp Freddy, et décide à la place de former un nouveau cover band baptisé Royal Machines.

## Membres

### Derniers membres
- Chris Chaney - basse (2004-2014)
- Dave Navarro - guitare solo (2002-2014)
- Billy Morrison - guitare rythmique (2002-2014)
- Matt Sorum - batterie (2002-2014)
- Donovan Leitch, Jr. - chant

### Anciens membres
- Scott Ford - basse (2002-2004)
- Scott Weiland - chant (2006-2008)

### Invités notables
- Sebastian Bach - chant
- Brandon Boyd - chant
- Jerry Cantrell - guitare[10]
- Billy Ray Cyrus - chant[7]
- Tiffany Darwish - chant
- Lana Del Rey – chant[6]
- Greg Dulli - chant
- Fred Durst - chant[6]
- Steve Jones - guitare
- Sully Erna - chant, guitare
- Ace Frehley - chant, guitare
- Macy Gray - chant[11]
- Lemmy - chant, basse[5]
- Courtney Love - chant[5],[12]
- Mark McGrath - chant
- Tom Morello - guitare
- Chino Moreno - chant
- Ozzy Osbourne - chant[13]
- Franky Perez - chant
- Linda Perry - chant
- Mike Shinoda - chant, guitare
- Slash - guitare
- Chad Smith - batterie[10]
- Steve Stevens - guitare[13]
- Corey Taylor - chant[14]
- Steven Tyler - chant[14]
- Steve Vai - guitare solo[11]
- Zakk Wylde - chant, guitare[6]